# Рада Милчановић
Рада Милчановић (Миличево село, 1955) српска је књижевница.

## Биографија
Рођена је у пожешком крају, у Миличевом селу. Инжењер је хортикултуре. Живи и ради у Београду.